# Cyganka, Lubelskie
Cyganka [t͡sɨˈɡanka] là một làng thuộc gmina Milejów, huyện Łęczyński, tỉnh Lubelskie, miền đông Ba Lan.